# Perenjori
Perenjori è una città situata nella regione di Mid West, in Australia Occidentale; essa si trova 350 chilometri a nord di Perth ed è la sede della Contea di Perenjori. Al censimento del 2006 contava 260 abitanti.